# Олововмісні борати
Олововмі́сні бора́ти (рос. оловосодержащие бораты, англ. stanniferous borates; нім. zinnführende Borate n pl) — група мінералів класу боратів, потенційне джерело олова і бору.
До них відносять: борат кальцію і борат олова — норденшельдин і борати магнію і заліза, що належать ізоморфним рядам людвігіту — вонсеніту і гулситу — пайгеїту.
Норденшельдин — CaSnB2O6 містить до 53 % SnO2, кристалізується в тригональній сингонії. Форми виділення — таблитчасті кристали. Колір жовтий або темно-зелений, блиск скляний до перламутрового. Спайність досконала. Густина 4,2. Тв. 5,5-6. Зустрічається в асоціації з діопсидом, везувіаном, ґранатом, турмаліном, магнетитом, каситеритом, залізистими відмінами мінералів групи людвігіту.
Борати ряду людвігіту — вонсеніту кристалізуються в ромбічній сингонії, в окр. випадках містять до 2 % SnO2.
Борати ряду гулситу — пайгеїту характерні моноклінною сингонією, містять від 1-2 до 12 % SnO2. Утворюють призматичні кристали. Непрозорі. Зустрічаються в магнезійних скарнах в асоціаціях з форстеритом, діопсидом, кліногумітом, хондродитом, магнетитом.